# Bátaapáti
Bátaapáti ist eine ungarische Gemeinde im Kreis Bonyhád im Komitat Tolna. Zur Gemeinde gehören die Ortsteile Mórágyivölgy, Rozsdásserpenyő und Üveghuta.

## Geografische Lage
Bátaapáti liegt 16 Kilometer südwestlich des Komitatssitzes Szekszárd und 10 Kilometer südöstlich der Kreisstadt Bonyhád. Die höchste Erhebung auf dem Gemeindegebiet ist 302 Meter hoch. Nachbargemeinden sind Mőcsény, Móragy, Véménd, Feked, Ófalu und Cikó.

## Geschichte
Im Jahr 1913 gab es in der damaligen Großgemeinde 261 Häuser und 1310 Einwohner auf einer Fläche von 4088 Katastraljochen. Sie gehörte zu dieser Zeit zum Bezirk Völgység im Komitat Tolna.
2018 wurde in dem Ort ein Lager für schwach- und mittelradioaktive Abfälle in Betrieb genommen.

## Söhne und Töchter der Gemeinde
- Henrik Rohmann (1910–1978), Harfenist

## Sehenswürdigkeiten
- Apponyi-Aussichtsturm
- Evangelische Kirche, erbaut in den 1780er Jahren im spätbarocken Stil
- Heimatmuseum (Tájház)
- Landhaus Apponyi
- Römisch-katholische Kapelle Szeplőtelen fogantatás, erbaut 1854
- Weltkriegsdenkmal
- Kapelle Üveghuta, südlich des Ortes gelegen

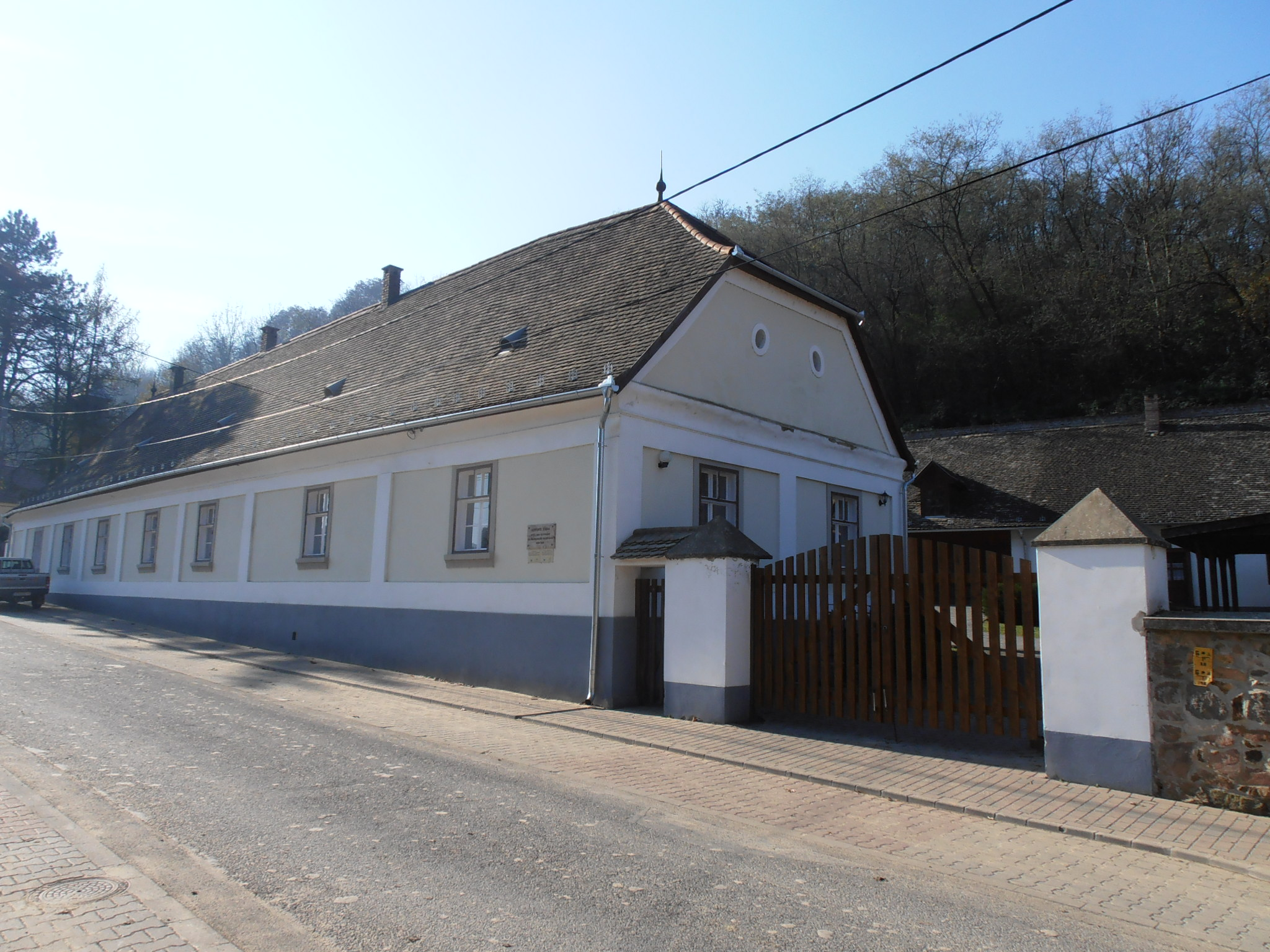
Landhaus Apponyi
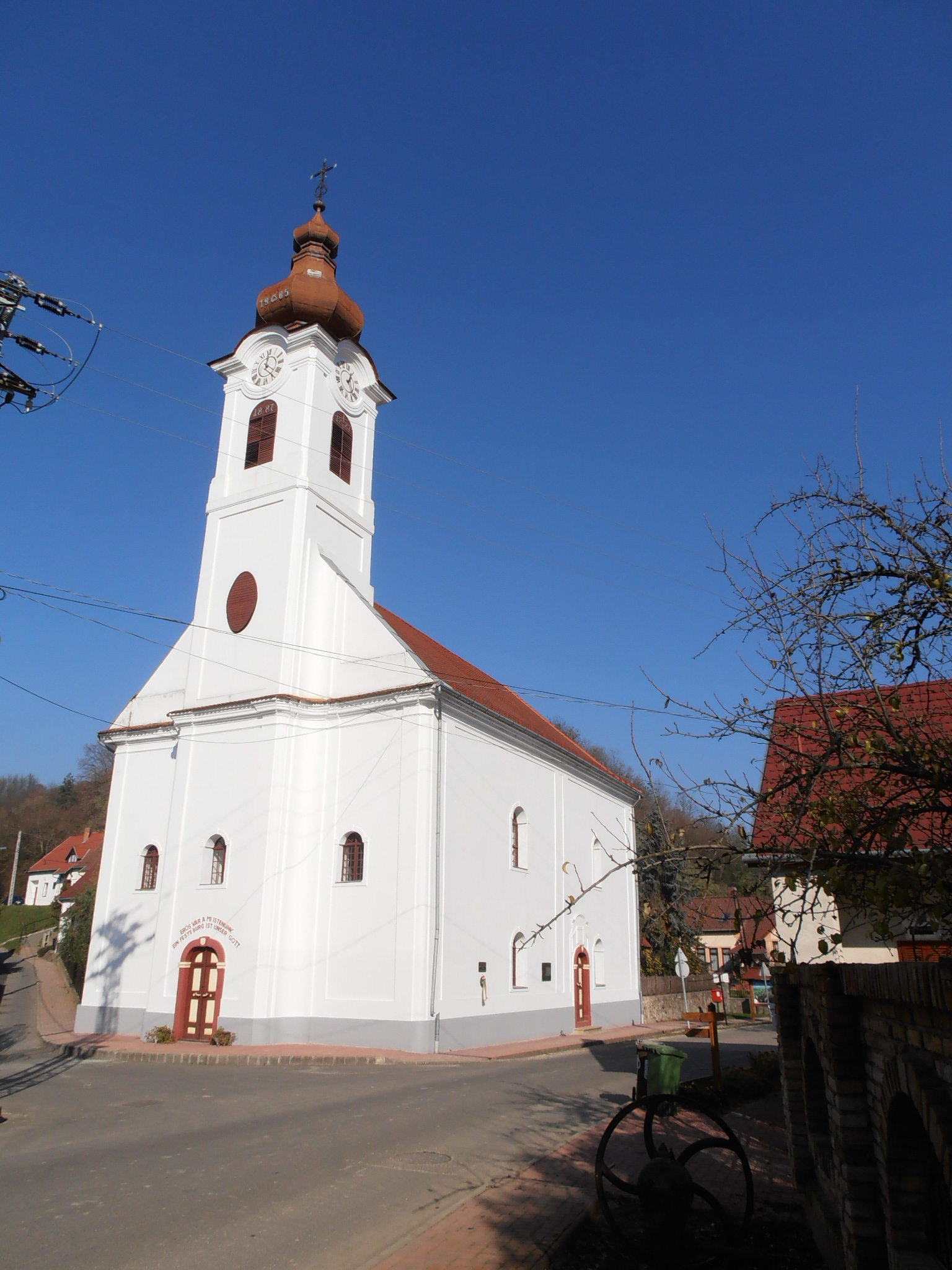
Evangelische Kirche
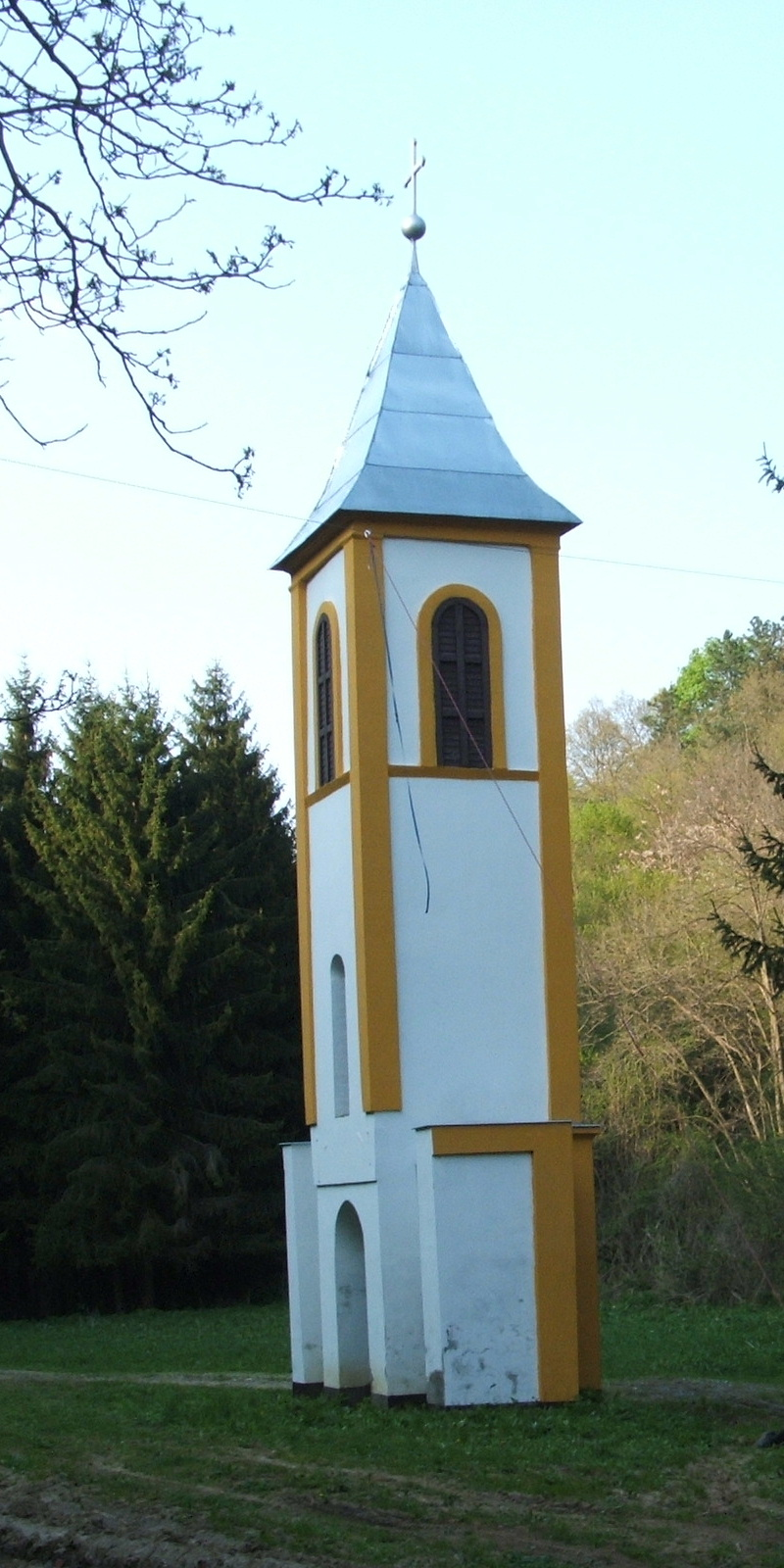
Kapelle Üveghuta
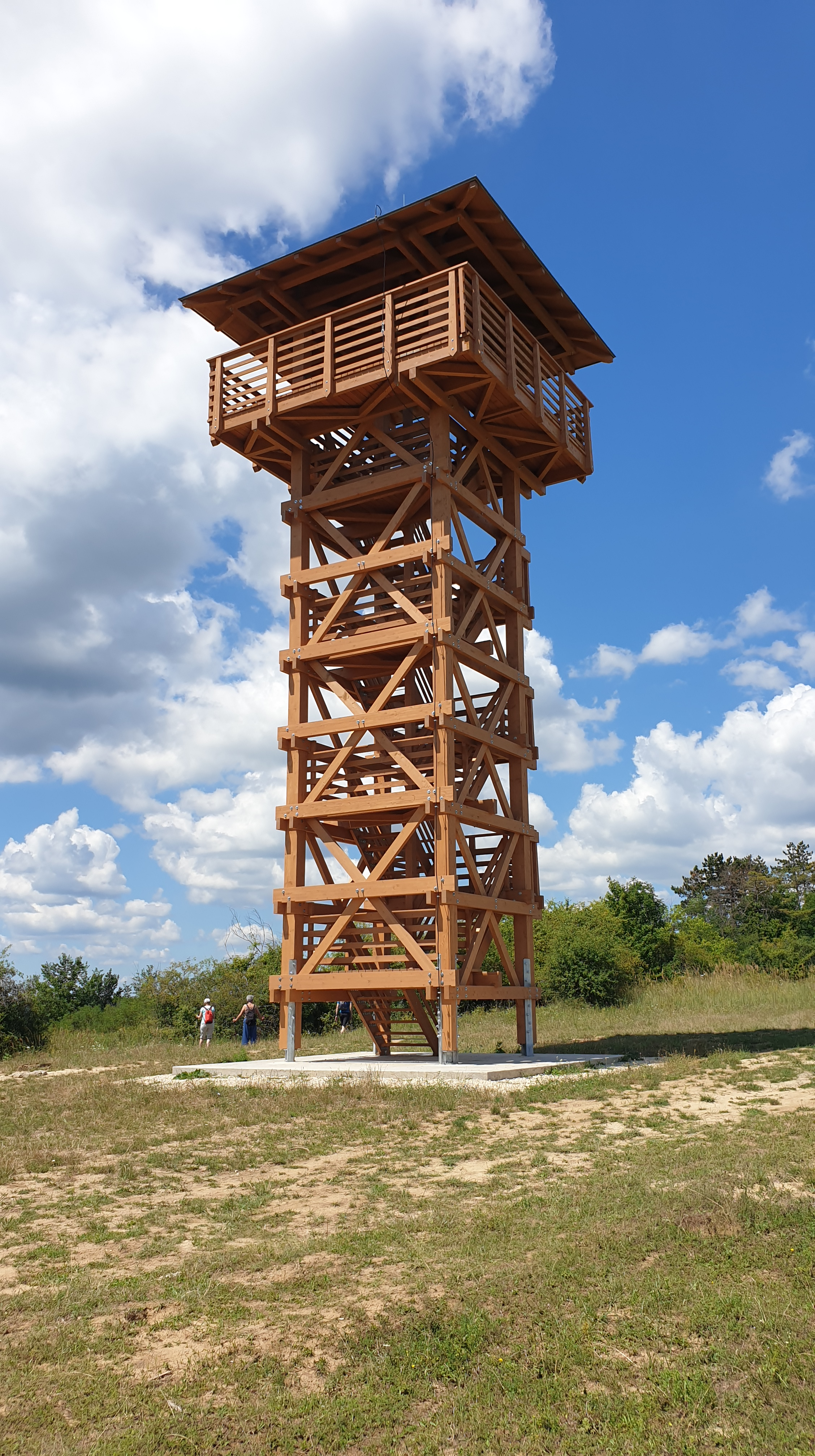
Apponyi-Aussichtsturm

## Verkehr
Bátaapáti ist nur über die Nebenstraße Nr. 56103 zu erreichen. Es bestehen Busverbindungen über Mőcsény und Grábóc nach Bonyhád sowie über Mórágy nach Bátaszék. Der nächstgelegene Bahnhof befindet sich nordöstlich in Móragy.